# حمض معدي
الحمض المعدي أو العصارة المعدية (بالإنجليزية: gastric secretion)‏ هو ذلك الحمض الذي يُفرَز داخل تجويف المعدة من غدد في جدارها، وتحديدًا من خلايا تسمى الخلايا الجدارية (بالإنجليزية: parietal cells)‏ أو الخلايا المفرزة للحمض (بالإنجليزية: oxyntic cells)‏؛ للمساعدة في هضم الطعام، وهو يتكون من حمض الهيدروكلوريك.

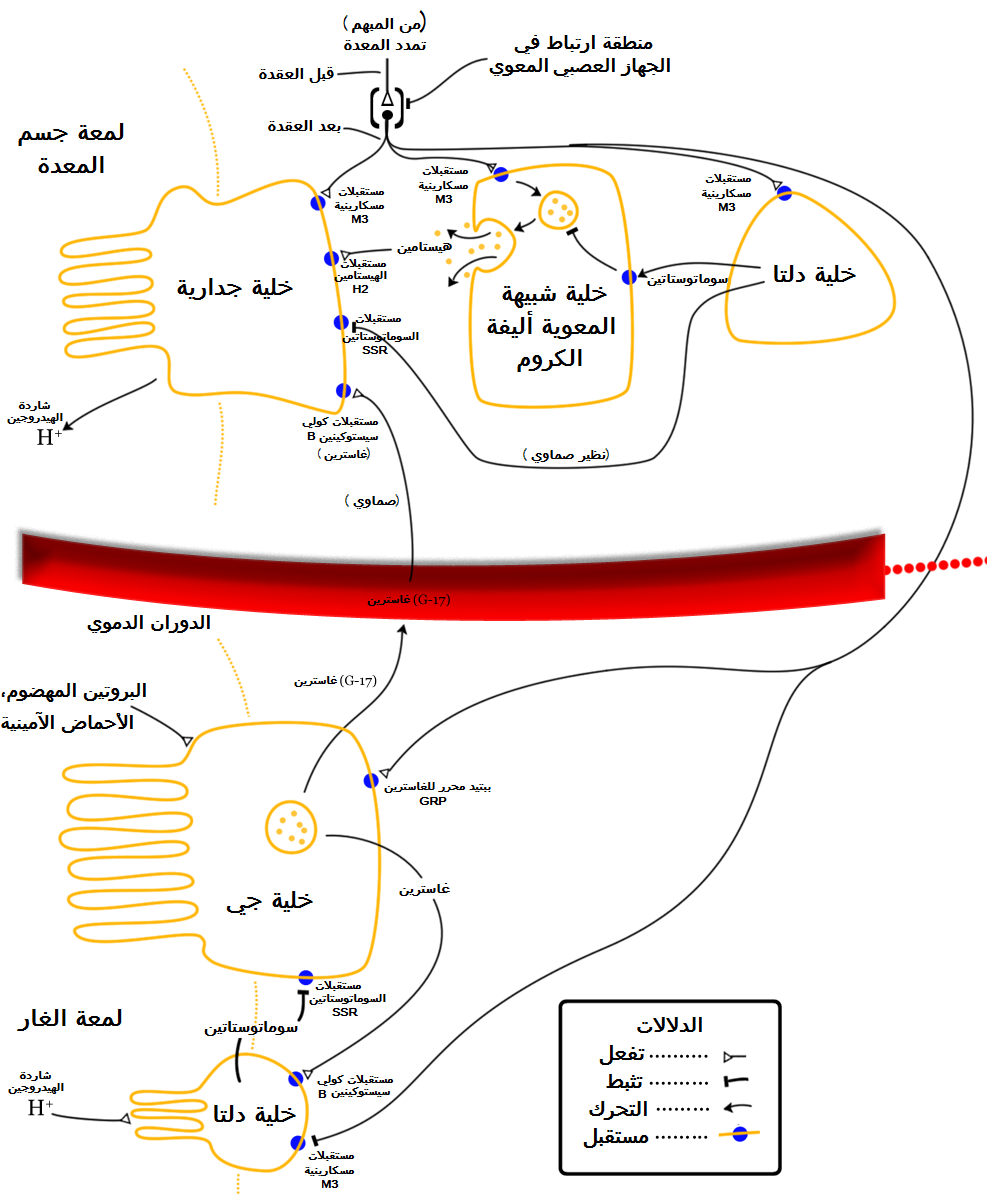
تظهر الصورة آلية إفراز الحمض في المعدة، حيث تبين الخلايا والهرمونات والمستقبلات التي تلعب دوراً في ذلك.

وإن كان مصطلح «حمض معدي» يدل على المكون الحمضي في عصارة المعدة إلا أنه أحيانًا قد يدل على العصارة نفسها؛ لأنه من مكوناتها الرئيسة.

## آليةالإفراز
- يتفاعل الماء مع ثنائي أكسيد الكربون داخل سيتوبلازم الخلية الجدارية منتجًا أيونات الهيدروجين والبيكربونات.
- تُنقل أيونات البيكربونات إلى خارج الخلية عبر غشائها القاعدي الجانبي (بالإنجليزية: basolateral membrane)‏ باتجاه الدم بالتبادل مع أيونات الكلوريد.
- تُنقل أيونات الكلوريد وكذلك البوتاسيوم من داخل الخلية الجدارية إلى قُنَيَّاتِهَا (تصغير قناة) نحو تجويف المعدة.
- تُضَخُّ أيونات الهيدروجين نحو الخارج إلى تجويف المعدة بالتبادل مع أيونات البوتاسيوم التي سبق نقلها، تتطلب هذه العملية استهلاك طاقة حيث يتم الحصول عليها من جزيئات أدينوزين ثلاثي الفوسفات.
- يؤدي تراكم أيونات الهيدروجين في قنيات الخلايا الجدارية المؤدية لتجويف المعدة إلى وجود تدرج تناضحي يتسبب في انتقال الماء من الخلايا إلى تجويف المعدة.

## وصلات خارجية
- المعالجة الدَّوائيَّة لحموضة المعدة
- حامض الهيدروكلوريك